# Robert M. Berdahl
Robert Max Berdahl (Sioux Falls, Dél-Dakota, 1937. március 15. –) amerikai történész és egyetemi vezető.

## Tanulmányai
BA diplomáját 1959-ben szerezte az Augustana Főiskolán, MA diplomáját pedig 1961-ben az Illinois-i Egyetemen. Később követte Otto Pflanzét a Minnesotai Egyetemre, ahol 1965-ben a porosz konzervatívoknak a német újraegyesülésben betöltött szerepéből írta disszertációját.

## Pályafutása
1965 és 1967 között a Massachusettsi Egyetem történészprofesszora, 1967 és 1986 között pedig az Oregoni Egyetem történelemoktatója volt. 1981 és 1986 között utóbbi egyetem tudományos főiskolájának dékánja, majd az Illinois-i Egyetem kancellárja.
1993 és 1997 között a UT Austin, 1997 és 2004 között pedig a UC Berkeley kancellárja volt. 2006 májusa és 2011 júniusa között az Association of American Universities elnöke, később a Lam Research Corporation igazgatótanácsi tagja.
2011 decemberében felkérték az Oregoni Egyetem ideiglenes rektorának. Három hónappal később az oktatók szakszervezetet akartak alapítani, de a munkaügyi hivatal közelgő értékelése miatt Berdahl ezt leszavazta. 2012 augusztusában távozott.

## Művei
- (1972. február) „New Thoughts on German Nationalism” (angol nyelven). The American Historical Review 77 (1).
- (1972. március) „Conservative Politics and Aristocratic Landholders in Bismarckian Germany” (angol nyelven). The Journal of Modern History 44 (1).
- (1973) „The Stände and the Origins of Conservatism in Prussia” (angol nyelven). Eighteenth-Century Studies 6 (3).
- The Politics of the Prussian Nobility: The Development of a Conservative Ideology 1770–1848. (angolul) Princeton (New Jersey): Princeton University Press. 1989.

## Fordítás
- Ez a szócikk részben vagy egészben  a   Robert M. Berdahl című angol Wikipédia-szócikk ezen változatának fordításán alapul.  Az eredeti cikk szerkesztőit annak laptörténete sorolja fel. Ez a jelzés csupán a megfogalmazás eredetét és a szerzői jogokat jelzi, nem szolgál a cikkben szereplő információk forrásmegjelöléseként.